# Strefa zamieszkania

Znak informacyjny D-40 „Strefa zamieszkania”

Strefa zamieszkania – obszar obejmujący drogi publiczne lub inne drogi, na którym obowiązują szczególne zasady ruchu drogowego, a wjazdy i wyjazdy oznaczone są odpowiednimi znakami drogowymi. Strefa w ruchu drogowym, w której pieszy może się poruszać swobodnie po całej udostępnionej do użytku publicznego przestrzeni i ma pierwszeństwo przed pojazdami (kierujący musi ustąpić pieszemu w każdym wypadku).
Ponadto:
- Obowiązuje ograniczenie prędkości do 20 km/h.
- Postój pojazdu jest dozwolony jedynie w miejscach do tego wyznaczonych.
- Progi zwalniające oraz przejścia dla pieszych nie muszą być oznaczone znakami pionowymi A-11a.
- Dziecko do 7 roku życia może poruszać się po strefie bez opieki.
- Opuszczając strefę zamieszkania, należy ustąpić pierwszeństwa wszystkim uczestnikom ruchu drogowego.

Strefa zamieszkania to także specjalny obszar nie tylko ze względu na obowiązujące normy prawne, ale także z uwagi na to, że ma on służyć przede wszystkim osobom tam zamieszkującym, wypoczywającym, uczęszczającym do szkół, robiącym zakupy w sieciach sklepów itp. Ma również zapewnić bawiącym się na tym obszarze dzieciom maksimum bezpieczeństwa.
W polskim prawodawstwie po raz pierwszy pojęcie strefy zamieszkania pojawiło się w ówczesnym brzmieniu ustawy – Prawo o ruchu drogowym z dnia 1 lutego 1983 r., która weszła w życie 1 stycznia 1984.

## Najczęstsze lokalizacje stref
- Duże osiedla mieszkaniowe
- Osiedla domków jednorodzinnych
- Centralne części miejscowości

## Cechy strefy zamieszkania
- Brak obowiązku malowania przejść dla pieszych – piesi mogą bezpiecznie poruszać się po całej strefie.
- Zarządcami tych stref są często jednostki niezwiązane z ruchem drogowym.
- Częste użycie progów zwalniających, które mają na celu fizyczne ograniczenie prędkości pojazdów.